# وادي تشوي
وادي تشوي (بالقيرغيزية: Чүй өрөөнү)‏، Çüy Örööü؛ (بالقازاقية: Шу аңғары)‏، Shý ańǵary؛ (بالروسية: Чуйская долина)‏ هو وادي كبير يقع في شمال تيان شان. يمتد من مضيق بوم في الشرق إلى صحراء مويونكوم في الغرب. وتبلغ مساحته حوالي (32,000 كيلومتر مربع (12,000 ميل2)، ويحده قيرغيز ألا-تو من جهة الجنوب، وجبال تشو من جهة الشمال. يرتبط وادي تشوي من خلال Boom Gorge في الجزء الشرقي الضيق بوادي Issyk-Kul. نهر تشو هو الرافد الرئيسي للوادي.
الصيف الدافئ وتوافر مياه الشرب والري يجعلان هذه المنطقة واحدة من أكثر المناطق خصوبة وأكثرها كثافة سكانية في قيرغيزستان.
هنالك رواسب من خام الزنك والرصاص والذهب ومواد البناء. وقدر التقرير العالمي للمخدرات لعام 2006 أن هنالك (400,000) هكتار من القنب تنمو في البرية في وادي تشوي.

## مناخ
المناخ قاري بشكل حاد. الصيف طويل وحار، والشتاء قصير نسبيا وبارد. يبلغ متوسط درجة الحرارة في الشهر الأكثر سخونة (حزيران) 24.4 درجة مئوية (75.9 درجة فهرنهايت) بحد أقصى 43 درجة مئوية (109.4 درجة فهرنهايت). يبلغ متوسط درجة الحرارة في أبرد شهر (كانون الثاني) -5.0 درجة مئوية (23.0 درجة فهرنهايت) بحد أدنى -38 درجة مئوية (-36.4 درجة فهرنهايت). وتتراوح كمية الأمطار السنوية النموذجية بين 300 و500 ملليمتر (12 إلى 20 في) في مناطق مناخية مختلفة من الوادي. هطول الأمطار يزيد تدريجيا مع الارتفاع متزايد بالقرب من سلسلة جبال قيرغيز ألا-تو. أكثر الفصول الممطرة في وادي تشوي هما الربيع والخريف.

## المدن والمستوطنات الحضرية
- بيشكيك
- كارا بالتا
- كانط
- كيمين
- شوبوكوف
- توكموك
- إيفانوفكا